# HMS Tre Kronor
HMS Tre Kronor, officiellt HM Kryssare Tre Kronor, var namnet på en av svenska flottans kryssare. Fartyget var den första av de två fartygen i Tre Kronor-klassen, som utgjordes av Tre Kronor och systerfartyget HMS Göta Lejon. Tre Kronor sjösattes den 16 december 1944 vid Götaverken i Göteborg och döptes av Kronprinsessan Louise. Tre Kronor var tillsammans med systerfartyget det största örlogsfartyg som någonsin ingått i svenska flottan.

## Utformning och bestyckning

Tre Kronors vapen.

HMS Tre Kronor var 180,2 meter lång, 16,7 meter bred och hade ett djupgående av 5,7 meter. Standarddeplacementet var 7 650 ton och det maximala deplacementet var 9 238 ton. Skrovet var byggt av svetsat stål, med undantag för pansarplåten som inte kunde svetsas utan skruvades fast på skrovets utsida. Skrovet var utformat med ett backdäck som sträckte sig över mer än halva fartygets längd. Maskineriet bestod av fyra stycken vattenrörspannor av märket Penhoët, vilka levererade ånga till två stycken ångturbiner av märket de Laval. Utformningen var sådan att längst förut fanns två pannrum som levererade ånga till det förliga turbinrummet, vilket drev styrbords propeller, och akter därom fanns två pannrum och ett turbinrum som drev babords propeller. Framdrivningsmaskineriet genererade en effekt av 90 000 hästkrafter, vilket fick fartygen att överskrida den kontrakterade farten 33 knop.
Fartygets huvudbestyckning utgjordes av sju stycken 15,2 cm kanoner m/42 placerade i ett trippeltorn på fördäck och två dubbeltorn på akterdäck. Kanonerna kunde användas för beskjutning av mål på sjön, på land, och i luften och hade en eldhastighet av 10 skott per minut och eldrör, eller högre vid luftvärnsskjutning. Den maximala skottvidden var 22 000 meter. Fartyget var dessutom utrustat med luftvärnskanoner, torpeder, minrälsar och sjunkbombskastare.

## Historia

### Byggnation och leverans
Tre Kronor byggdes vid Götaverken i Göteborg och sjösattes den 16 december 1944, då hon döptes av Kronprinsessan Louise. Därefter utbröt en långvarig varvsstrejk och först i december 1946 kunde provturerna genomföras. En del problem upptäcktes då, bland annat att vattenströmningen runt skrovet gav upphov till kavitation samt att smörjningen av propelleraxlarna inte var tillfredsställande. Efter att modifieringar genomförts för att avhjälpa problemen levererades fartyget till marinen i oktober 1947.

### Tjänstgöring
Efter leveransen var Tre Kronor rustad fram till mitten av mars 1948 varefter hon åter igen lades in på Götaverken. Under cirka ett års tid låg fartyget på varvet, då en översyn genomfördes och en modern stridsledning samt radaranläggning installerades. I april 1949 rustades fartyget åter, och på sensommaren 1950 genomfördes en expedition till Färöarna, med anledning av att det färöiska lagtinget hade fått en statsrättsligt självständig ställning. Under en period år 1951 var för första och enda gången båda fartygen i klassen rustade samtidigt, till dess att Tre Kronor åter lades in på varv. Under två år byggdes då bland annat överbyggnaden om och delar av bestyckningen byttes ut. Mellan slutet av 1953 till hösten 1958 var Tre Kronor rustat för sista gången. Därefter lades hon i materielberedskapp i Karlskrona där hon förblev till utrangeringen den 1 januari 1964.

### Upphuggning
Efter utrangeringen såldes Tre Kronor till Götaverken och höggs upp 1969–1970. Skrovet sparades emellertid och användes som pontonbrygga i Brofjorden, tills den år 1993 såldes till norska ägare.